# Monika Klum
Monika Klum, ogift Germundsson, född 10 februari 1969 i Gamla Uppsala församling i Uppsala län, är en svensk fotograf, filmskapare, författare, bokförläggare och livscoach. 
Klum har arbetat med fotografering sedan 1990. Hon var inledningsvis assistent åt Mattias Klum och började efterhand göra egna fotoprojekt med naturfotografering. Sedan 1995 gick hon alltmer över till att skildra mänskligt liv hos olika folkslag i världen, bland annat i boken Den sköra tråden omkring samhället Maldhari i Indien. Hon har läst en kurs i religionsfilosofi på temat Truth Claims och undervisar även i yoga och meditation. Klum har varit verkställande direktör och redaktör för förlaget och filmbolaget Mattias Klum Tierra Grande Publishing, som publicerade bokverk och filmproduktioner. Hon har skrivit egna böcker och tillsammans med Mattias Klum har hon medverkat i skapandet av ett flertal fotoböcker och naturfilmer, ofta med fokus på miljöfrågor och utrotningshotade djur. Under ofta långvariga fotoexpeditioner i otillgängliga områden har Klum skapat ett antal verk med internationell uppmärksamhet och deltagit i ett flertal utställningar. Sommaren 2012 presenterade hon i Tomelilla sin första separatutställning, Heligheten i det Hela – en utställning om Moder Jord och den nakna sanningen.
Monika Klum var 1993–2016 gift med Mattias Klum och de har två söner tillsammans.